# 이호준 (1976년)
이호준(李浩俊, 1976년 2월 8일~)은 대한민국의 야구 선수 출신이자 야구 지도자이다. 2025년 현재 KBO 리그 NC 다이노스의 현 감독을 맡고 있으며, 선수 현역 시절에는 해태 타이거즈에서 처음에 투수로 활동하다 곧 1루수가 되었고 이후 SK 와이번스 그리고 NC 다이노스에서도 1루수로 계속 활동을 이어가다 선수 은퇴 이후 NC 다이노스와 LG 트윈스에서 타격코치 등 다양한 포지션에서 코치로 활동하였다.
광주중앙초등학교에서 야구를 시작하여 고등학교를 졸업한 이후 1994년 해태 타이거즈의 지명을 받아 선수로 활동하여 1997년 우승을 경험했다. 이후 2000년 SK 와이번스로 이적한 뒤 2004년 KBO 타점왕을 수상했고, 2007년과 2010년 KBO 리그에서 다시 우승을 경험했다. 2013년 NC 다이노스의 창단 멤버로 이적하여 팀의 주전으로 활약했다. 2016년부터 2017년까지는 한국프로야구선수협회 회장 직을 맡았다. 2017년 시즌을 끝으로 선수 활동에서 은퇴했다. 2021년까지 NC 다이노스에서 타격코치로 활동하면서 2020년 NC 다이노스의 우승에 기여했고, 이후 2022년부터 2023년까지 1년간 LG 트윈스에서 타격코치로 근무하면서 2023년 LG 트윈스의 우승에도 기여했다.
그의 성공적인 선수 및 코치 경력으로 팬들과 언론은 "인생은 이호준처럼"이라는 문구를 인용하였다. 그 외에도 이호준과 아부지를 결합한 호부지 역시 많은 팬들과 언론에서 인용되는 이호준의 별명이다.

## 선수 시절

### 아마추어 시절
초등학교 5학년 때 담임선생님의 권유로 광주 중앙초등학교로 전학을 가면서 야구를 시작했다. 1994년 한국프로야구 신인 드래프트에서 해태 타이거즈에 지명돼 입단하였다.

### 해태 타이거즈 시절
광주제일고등학교 때까지 유망한 투수였고, 입단 초기에도 투수로 활동했다. 하지만 1994년에 8경기에 등판해 승패 없이 10점대 평균자책점으로 부진하자 외야수로 전향했고, 1996년에 1군에 복귀했다.

### SK 와이번스 시절

#### 2000년 ~ 2005년 시즌
1998년 19홈런, 1999년 16홈런으로 좋은 모습을 보였음에도 타고투저가 극에 달한 시기여서 특출한 기록이 아니었던 데다 그 당시 외국인 선수들이 도입되면서 설 자리를 잃어 2000년 6월 1일 당시 투수 성영재를 상대로 트레이드됐고, 이후 은사인 강병철, 박승호의 지도를 받고 중심 타자로 활약하며 정착했다. 그가 트레이드될 당시 감독이었던 김응용이 그와 같은 포지션(1루수)인 장성호를 신임해 왔고, 그를 투수로 전향시키려 했으나 그는 끝까지 타자를 고집했다. 이로 인해 김응용에게 미움을 사 쫓겨나듯 이적했다.
그러나 성영재는 별 활약을 보여 주지 못하고 2002년 시즌 후 KIA 타이거즈에서 방출돼 이 트레이드는 KIA 타이거즈에게 실패한 트레이드가 됐다. 해태 타이거즈로 트레이드될 당시 선수협 파동 때문에 미운 털이 박힌 상태였다. 2004년에 병역 비리에 연루돼 2006년 1월에 공익근무요원으로 입대했으나 신경계통에 이상이 발견돼 2007년 초에 의가사 소집 해제됐다.

#### 2007년 시즌
3할대 타율, 14홈런, 71타점을 기록했고, 팀의 첫 우승에 기여했다. 하지만 29홈런, 87타점을 기록한 이대호에게 밀려 1루수 골든글러브 수상에 실패했다. 시즌 후 FA 자격을 취득해 4년 간 연봉 5억원을 포함해 총 34억원의 조건으로 잔류했다. 이에 앞서 KIA 타이거즈 복귀설이 있었으나 몸값이 예상 외로 뛰자 좌절됐다.

#### 2009년 시즌
4월 16일 LG전에서 투수 정재복을 상대로 홈런을 기록했다. 풀 타임 4번 타자로 활동했으나 55타점, 2할대 타율, 16홈런을 기록하는데 그쳤다. 한국시리즈 6차전에서 홈런을 쳐 냈다.

#### 2010년 시즌
무릎 부상으로 1루수보다는 지명타자로 자주 출전했다. 부상이 계속돼 2011년 시즌 후 50% 삭감된 연봉 2억 5,000만 원에 재계약했다.

#### 2011년 시즌
2011년 시즌 타율 0.253 93안타(14홈런) 62타점을 기록했다.

#### 2012년 시즌
2번째 FA를 앞두고 3할대 타율, 18홈런, 78타점으로 첫 번째 FA 이후 가장 좋은 시즌을 보냈다.
5월 20일 한화전에서 한 경기에 6볼넷을 얻어내며 KBO 리그 사상 한 경기 최다 볼넷을 기록했다. 특히 8월 한 달 동안 22경기에 출전해 타율 0.324(74타수 24안타), 5홈런, 20타점을 기록하며 8월 MVP에 선정됐다.
시즌 후 2번째 FA를 선언했으나 팀과 협상이 결렬됐고, 11월 17일 당시 신생 팀이었던 NC 다이노스의 창단 후 첫 FA 영입 선수가 됐다.

### NC 다이노스시절

#### 2013년 시즌
2012년 11월 17일에 3년 20억원(옵션 포함)에 이적하였다. 김동건의 뒤를 이어 두 번째 주장으로 선임됐다. 4월 25일 KIA 타이거즈와의 경기에서 역대 26번째 통산 250번째 2루타를 쳤다. 5월 22일 SK 와이번스와의 경기에서 채병용을 상대로 역대 11번째 250홈런, 역대 14번째 900타점을 기록했다. 6월 5일 SK 와이번스와의 경기에서 만루 홈런을 쳐 냈는데 이는 팀의 첫 만루 홈런이었다. 9월 19일 롯데 자이언츠와의 경기에서 8년 만에 시즌 20홈런을 기록했다. 9월 27일 한화 이글스와의 경기에서 역대 24번째 1600경기 출장을 기록했다.

#### 2014년 시즌
5월 1일 LG 트윈스와의 경기에서 신재웅을 상대로 역대 15번째 2600루타를 기록했다. 5월 7일 넥센 히어로즈와의 경기에서 윤영삼을 상대로 홈런을 쳐 냈는데 이종욱, 나성범에 이어 홈런을 기록하며 창단 첫 백투백투백 홈런을 기록했다. 5월 13일 KIA 타이거즈와의 경기에서 임준섭을 상대로 역대 23번째 1500안타를 기록했다. 이 경기에서 끝내기 안타를 쳐 냈다. 6월 17일 롯데 자이언츠와의 경기에서 김성배를 상대로 역대 11번째 통산 네 자릿수 타점을 기록했다.
8월 13일 KIA 타이거즈와의 경기에서 저스틴 토마스를 상대로 2년 연속 20홈런을 기록했다. 8월 16일 한화 이글스와의 경기에서 역대 20번째 통산 1700경기 출장을 기록했다.

##### 2014년 준플레이오프
4경기에 출전해 타율 0.412, 7안타(2홈런), 3득점, 6타점을 기록했다. 통산 13타점을 기록해 준플레이오프 최다 타점 신기록을 갱신했다.
- 기록

| 타율  | 경기 | 타수 | 득점 | 안타 | 2루타 | 3루타 | 홈런 | 타점 | 도루 | 도실 | 볼넷 | 사구 | 삼진 | 병살 | 장타율 | 출루율 | 실책 | 비고 |
| ----- | ---- | ---- | ---- | ---- | ----- | ----- | ---- | ---- | ---- | ---- | ---- | ---- | ---- | ---- | ------ | ------ | ---- | ---- |
| 0.412 | 4    | 17   | 3    | 7    | 3     | 0     | 2    | 6    | 0    | 0    | 1    | 0    | 2    | 0    | 0.941  | 0.444  | 0    |      |

#### 2015년 시즌
주장직을 이종욱에게 이임했다. 이임식에서 "감사하다. 올해 새로운 캡틴으로 이종욱 선수가 됐다. 주장을 잘 도와 좋은 성적을 내보자. 올해 목표는 우승"이라고 말했다.
4월 3일 한화 이글스와의 경기에서 김민우를 상대로 시즌 첫 홈런을 기록했다. 4월 18일 한화 이글스와의 경기에서 배영수를 상대로 역대 19번째 통산 1600안타를 기록했다. 4월 22일 삼성 라이온즈와의 경기에서 차우찬을 상대로 역대 10번째 통산 2800루타를 기록했다. 5월 5일 KIA 타이거즈와의 경기에서 험버를 상대로 역대 16번째 통산 300번째 2루타를 기록했다. 5월 16일 삼성 라이온즈와의 경기에서 차우찬을 상대로 5년 연속 두 자릿수 홈런을 기록했다. 5월 한 달 동안 25경기에 출장해 타율 0.355(93타수 33안타), 9홈런, 34타점을 기록해 팀의 월간 최다 승(20승)에 기여하며 5월 MVP로 선정됐다. 6월 18일 kt 위즈와의 경기에서 정성곤을 상대로 역대 8번째 개인 통산 300홈런을 기록했다. 6월 19일 한화 이글스와의 경기에서 배영수를 상대로 역대 4번째 통산 1100타점을 기록했다. 6월 26일 LG 트윈스와의 경기에서 루카스 하렐을 상대로 역대 9번째 통산 2900루타를 기록했다. 올스타전 팬 투표에서 1,245,737표, 선수단 투표에서 215표를 얻어 총점 55.95점으로 나눔팀 올스타 1루수에 선정됐다.
8월 13일 두산 베어스와의 경기에서 스와잭을 상대로 역대 17번째 통산 6000타수를 기록했다. 9월 15일 kt 위즈와의 경기에서 홍성무를 상대로 만루 홈런이자 3년 연속 20홈런, 2004년 이후 11년만에 시즌 세 자릿수 타점, KBO 리그 통산 17번째 1700안타를 기록했다. 팀은 역대 최초 첫 한 시즌 세 자릿수 타점 선수 3명(나성범, 테임즈, 그)을 기록했다.

##### 2015년 플레이오프
5경기에 출전해 타율 0.250, 4안타, 2득점, 4타점을 기록했다. 5경기 모두 출전했지만 전반적으로 부진했다. 3차전에서 유희관을 상대로 적시타를 쳤는데 이 안타는 경기의 결승타가 됐다.
- 기록

| 타율  | 경기 | 타수 | 득점 | 안타 | 2루타 | 3루타 | 홈런 | 타점 | 도루 | 도실 | 볼넷 | 사구 | 삼진 | 병살 | 장타율 | 출루율 | 실책 | 비고 |
| ----- | ---- | ---- | ---- | ---- | ----- | ----- | ---- | ---- | ---- | ---- | ---- | ---- | ---- | ---- | ------ | ------ | ---- | ---- |
| 0.250 | 5    | 16   | 2    | 4    | 0     | 0     | 0    | 4    | 0    | 0    | 2    | 1    | 3    | 0    | 0.250  | 0.368  | 0    |      |

#### 2016년 시즌
4월 17일 롯데 자이언츠와의 경기에서 이성민을 상대로 역대 8번째 통산 3000루타를 기록했고, 만 40세 2개월 9일로 최고령 기록도 세웠다. 5월 31일 두산 베어스와의 경기에서 역대 13번째 1900경기 출장을 기록했다. 또 장원준을 상대로 역대 19번째 통산 800사사구를 기록했다. 6월 11일 SK 와이번스와의 경기에서 김광현을 상대로 6년 연속 두 자릿수 홈런을 기록했다.
8월 25일 한화 이글스와의 경기에서 정대훈을 상대로 역대 12번째 통산 1800안타를 기록했다. 9월 7일 한화 이글스와의 경기에서 윤규진을 상대로 역대 61번째 5년 연속 세 자릿수 안타를 기록했다. 9월 22일 한화 이글스와의 경기에서 이재우를 상대로 역대 16번째 4년 연속 20홈런을 기록했다. 또한 통산 329홈런으로 역대 홈런 4위로 올라섰다. 10월 5일 넥센 히어로즈와의 경기에서 양훈을 상대로 역대 12번째 5년 연속 200루타를 달성했다.
시즌 119경기에 출장해 2할대 타율, 119안타, 21홈런, 87타점을 기록했다.
시즌 후 FA를 신청하지 않고 팀에 잔류했다.

##### 2016년 플레이오프
4경기에 출전해 타율 0.231, 3안타, 2타점을 기록했다.
- 기록

| 타율  | 경기 | 타수 | 득점 | 안타 | 2루타 | 3루타 | 홈런 | 타점 | 도루 | 도실 | 볼넷 | 사구 | 삼진 | 병살 | 장타율 | 출루율 | 실책 | 비고 |
| ----- | ---- | ---- | ---- | ---- | ----- | ----- | ---- | ---- | ---- | ---- | ---- | ---- | ---- | ---- | ------ | ------ | ---- | ---- |
| 0.231 | 4    | 13   | 0    | 3    | 1     | 0     | 0    | 2    | 0    | 0    | 1    | 0    | 3    | 0    | 0.308  | 0.286  | 0    |      |

##### 2016년 한국시리즈
4경기에 출전해 타율 0.111, 1안타로 부진했다.
- 기록

| 타율  | 경기 | 타수 | 득점 | 안타 | 2루타 | 3루타 | 홈런 | 타점 | 도루 | 도실 | 볼넷 | 사구 | 삼진 | 병살 | 장타율 | 출루율 | 실책 | 비고 |
| ----- | ---- | ---- | ---- | ---- | ----- | ----- | ---- | ---- | ---- | ---- | ---- | ---- | ---- | ---- | ------ | ------ | ---- | ---- |
| 0.111 | 4    | 9    | 0    | 1    | 0     | 0     | 0    | 0    | 0    | 0    | 1    | 0    | 2    | 0    | 0.111  | 0.200  | 0    |      |

#### 2017년 시즌
시즌 전 이승엽과 함께 시즌 후 현역에서 은퇴하겠다고 선언했다. 77경기에 출전해 7홈런을 기록했다. 9월 30일 넥센 히어로즈와의 경기가 끝난 후 마산야구장에서 공식적으로 은퇴식을 가졌다. 포스트시즌에 계속 출전하다가 팀이 플레이오프에서 탈락하며 은퇴했다. 그는 자신의 등번호 27번을 당시 같은 팀이었던 장현식에게 물려줬다.

## 야구선수 은퇴 후
2018년부터 일본 프로 야구 팀 요미우리 자이언츠 2군에서 코치 연수를 받았고, 2019년부터 NC 다이노스의 타격코치로 활동했다.
2022년부터 2024년까지 LG 트윈스의 타격코치 및 퀄리티컨트롤 코치를 맡았다.

### NC 다이노스 감독 경력
2024년 10월 22일 NC 다이노스의 4대 감독으로 취임했다. 계약기간은 3년이며, 계약조건은 계약금 3억 원, 연봉 총액 9억5000만 원(1~2년차 3억 원·3년차 3억5000만 원), 옵션 1억5000만 원 등 최대 14억 원이다.

## 별명
- SK 와이번스 시절 타격이 잘 안되는 날은 침묵하는 경기가 많아 '로또준'이라고 불렸다.
- NC 다이노스 이적 후 어린 동료들을 데리고 선수 생활을 하고, 응원가의 원곡 제목인 '아빠의 청춘'을 본따서 '호부지'라고 불렸다.

## NC 다이노스에서의 기록
- 2013년 4월 14일 SK 와이번스의 크리스 세든을 상대로 팀 내 홈 구장 2호 홈런(1호 : 권희동)
- 2013년 4월 26일 두산 베어스의 이정호, 이재우를 상대로 팀 내 첫 한 경기 2홈런
- 2013년 6월 5일 SK 와이번스의 이재영을 상대로 팀 내 첫 만루 홈런
- 2013년 6월 20일 LG 트윈스의 임정우를 상대로 팀 내 2호 끝내기 안타(1호 : 박으뜸)
- 2013년 7월 13일 롯데 자이언츠의 김승회를 상대로 팀 내 첫 두 자릿수 홈런
- 2013년 8월 21일 두산 베어스의 유희관, 오현택을 상대로 팀 내 2호 연타석 홈런(1호 : 모창민)
- 2013년 9월 19일 롯데 자이언츠의 김사율을 상대로 팀 내 첫 20홈런
- 2016년 4월 1일 KIA 타이거즈의 양현종을 상대로 개막 첫 홈런

## 응원가
- NC 다이노스 시절

오기택의 '아빠의 청춘'을 개사했다.

## 경력

### 수상 경력
- 2004년 KBO 리그 타점왕
- 2012년 KBO 리그 8월 MVP
- 2015년 KBO 리그 5월 MVP

## 출연

### 영화
- 2017년 아빠는 딸 (특별 출연)

## 출신 학교
- 광주중앙초등학교
- 광주충장중학교
- 광주제일고등학교
- 호남대학교

## 통산 기록
타자 기록
| 연도 | 팀명   | 타율  | 경기 | 타수 | 득점 | 안타 | 2루타 | 3루타 | 홈런 | 타점 | 도루 | 도실 | 볼넷 | 사구 | 삼진 | 병살 | 실책 | 비고                                       |
| ---- | ------ | ----- | ---- | ---- | ---- | ---- | ----- | ----- | ---- | ---- | ---- | ---- | ---- | ---- | ---- | ---- | ---- | ------------------------------------------ |
| 1996 | 해태   | 0.167 | 17   | 18   | 6    | 3    | 1     | 0     | 1    | 3    | 0    | 0    | 5    | 1    | 8    | 0    | 0    |                                            |
| 1997 | 해태   | 0.278 | 54   | 126  | 26   | 35   | 9     | 1     | 8    | 20   | 0    | 0    | 7    | 1    | 27   | 1    | 0    |                                            |
| 1998 | 해태   | 0.303 | 121  | 422  | 64   | 128  | 27    | 1     | 19   | 77   | 5    | 2    | 24   | 3    | 46   | 13   | 2    | 타율 10위, 홈런 10위                       |
| 1999 | 해태   | 0.276 | 107  | 312  | 48   | 86   | 16    | 1     | 16   | 55   | 5    | 2    | 27   | 6    | 71   | 13   | 17   |                                            |
| 2000 | SK     | 0.232 | 61   | 190  | 23   | 44   | 9     | 0     | 10   | 25   | 1    | 0    | 12   | 4    | 45   | 9    | 1    |                                            |
| 2001 | SK     | 0.234 | 80   | 286  | 44   | 67   | 17    | 5     | 8    | 30   | 4    | 3    | 18   | 3    | 44   | 7    | 4    | 3루타 3위                                  |
| 2002 | SK     | 0.288 | 129  | 444  | 76   | 128  | 24    | 2     | 23   | 64   | 5    | 3    | 45   | 4    | 75   | 12   | 10   | 홈런 10위, 장타율 9위                      |
| 2003 | SK     | 0.290 | 133  | 473  | 86   | 137  | 20    | 1     | 36   | 102  | 9    | 7    | 69   | 9    | 80   | 6    | 2    | 타점 5위, 홈런 4위, 득점 10위, 장타율 7위  |
| 2004 | SK     | 0.280 | 133  | 497  | 87   | 139  | 22    | 2     | 30   | 112  | 7    | 7    | 69   | 4    | 75   | 12   | 8    | 타점 1위, 홈런 3위, 장타율 7위             |
| 2005 | SK     | 0.271 | 105  | 354  | 59   | 96   | 16    | 1     | 21   | 65   | 5    | 5    | 45   | 10   | 68   | 10   | 4    | 홈런 9위, 장타율 6위                       |
| 2007 | SK     | 0.313 | 101  | 351  | 56   | 110  | 22    | 1     | 14   | 71   | 3    | 6    | 31   | 3    | 59   | 13   | 3    | 타율 8위, 장타율 7위                       |
| 2008 | SK     | 0.200 | 8    | 25   | 1    | 5    | 2     | 0     | 0    | 2    | 0    | 0    | 1    | 8    | 1    | 0    | 0    |                                            |
| 2009 | SK     | 0.298 | 103  | 299  | 40   | 89   | 14    | 1     | 16   | 55   | 0    | 0    | 35   | 1    | 60   | 9    | 2    |                                            |
| 2010 | SK     | 0.278 | 85   | 194  | 19   | 54   | 9     | 0     | 8    | 46   | 1    | 0    | 20   | 1    | 39   | 6    | 3    |                                            |
| 2011 | SK     | 0.253 | 114  | 368  | 41   | 93   | 12    | 0     | 14   | 62   | 2    | 2    | 44   | 1    | 78   | 10   | 2    |                                            |
| 2012 | SK     | 0.300 | 127  | 426  | 55   | 128  | 26    | 0     | 18   | 78   | 3    | 3    | 72   | 5    | 90   | 10   | 0    | 타점 7위, 홈런 7위, 출루율 6위, 장타율 8위 |
| 2013 | NC     | 0.278 | 126  | 442  | 46   | 123  | 25    | 1     | 20   | 87   | 2    | 3    | 60   | 1    | 109  | 8    | 0    | 타점 6위, 홈런 7위, 장타율 9위             |
| 2014 | NC     | 0.271 | 122  | 424  | 59   | 115  | 20    | 0     | 23   | 78   | 3    | 5    | 67   | 3    | 104  | 15   | 0    | 홈런 10위                                  |
| 2015 | NC     | 0.294 | 131  | 449  | 48   | 132  | 25    | 0     | 24   | 110  | 0    | 2    | 61   | 3    | 102  | 16   | 0    |                                            |
| 2016 | NC     | 0.298 | 119  | 399  | 46   | 119  | 20    | 0     | 21   | 87   | 3    | 2    | 65   | 2    | 78   | 11   | 0    |                                            |
| 2017 | NC     | 0.299 | 77   | 164  | 13   | 49   | 10    | 0     | 7    | 36   | 1    | 0    | 18   | 1    | 41   | 2    | 0    |                                            |
| 통산 | 21시즌 | 0.282 | 2053 | 6663 | 943  | 1880 | 346   | 17    | 337  | 1265 | 59   | 52   | 795  | 66   | 1307 | 184  | 58   |                                            |

투수 기록
| 연도 | 팀명  | 평균자책점 | 경기 | 완투 | 완봉 | 승 | 패 | 세 | 홀 | 승률  | 이닝 | 피안타 | 피홈런 | 볼넷 | 사구 | 탈삼진 | 실점 | 자책 | 비고 |
| ---- | ----- | ---------- | ---- | ---- | ---- | -- | -- | -- | -- | ----- | ---- | ------ | ------ | ---- | ---- | ------ | ---- | ---- | ---- |
| 1994 | 해태  | 10.22      | 8    | 0    | 0    | 0  | 0  | 0  | 0  | 0.000 | 12.1 | 16     | 7      | 8    | 1    | 4      | 14   | 14   |      |
| 통산 | 1시즌 | 10.22      | 8    | 0    | 0    | 0  | 0  | 0  | 0  | 0.000 | 12.1 | 16     | 7      | 8    | 1    | 4      | 14   | 14   |      |

## 주요 기록

### 출장
| 기록               | 날짜            | 소속팀 | 상대팀 | 상대투수 | 구장 | 기타        |
| ------------------ | --------------- | ------ | ------ | -------- | ---- | ----------- |
| 통산 1500경기 출장 | 2013년 4월 30일 | NC     | LG     |          | 마산 | 역대 29번째 |
| 통산 1600경기 출장 | 2013년 9월 27일 | NC     | 한화   |          | 마산 | 역대 24번째 |
| 통산 1700경기 출장 | 2014년 8월 16일 | NC     | 한화   |          | 마산 | 역대 20번째 |
| 통산 1900경기 출장 | 2016년 5월 31일 | NC     | 두산   |          | 마산 | 역대 13번째 |

### 홈런
| 기록          | 날짜            | 소속팀 | 상대팀 | 상대투수 | 구장 | 기타        |
| ------------- | --------------- | ------ | ------ | -------- | ---- | ----------- |
| 통산 1 홈런   | 1996년 6월 4일  | 해태   | 삼성   | 박석진   |      |             |
| 통산 100 홈런 | 2003년 7월 2일  | SK     | LG     | 전승남   |      |             |
| 통산 200 홈런 | 2009년 7월 31일 | SK     | 두산   | 세데뇨   |      |             |
| 통산 250 홈런 | 2013년 5월 22일 | NC     | SK     | 채병용   | 문학 | 역대 11번째 |
| 통산 300 홈런 | 2015년 6월 18일 | NC     | kt     | 정성곤   | 수원 | 역대 8번째  |

| 기록                   | 날짜            | 소속팀 | 상대팀 | 상대투수 | 구장 | 기타        |
| ---------------------- | --------------- | ------ | ------ | -------- | ---- | ----------- |
| 6년 연속 두자릿수 홈런 | 2015년 6월 11일 | NC     | SK     | 김광현   | 문학 | 역대 35번째 |
| 4년 연속 20 홈런       | 2016년 9월 22일 | NC     | 한화   | 이재우   | 대전 | 역대 16번째 |

### 타점
| 기록          | 날짜            | 소속팀 | 상대팀 | 상대투수 | 구장 | 기타        |
| ------------- | --------------- | ------ | ------ | -------- | ---- | ----------- |
| 통산 900 타점 | 2013년 5월 22일 | NC     | SK     | 채병용   | 문학 | 역대 14번째 |
| 통산 1000타점 | 2014년 6월 17일 | NC     | 롯데   | 김성배   | 마산 | 역대 11번째 |
| 통산 1100타점 | 2015년 6월 19일 | NC     | 한화   | 배영수   | 마산 | 역대 4번째  |

### 안타
| 기록          | 날짜            | 소속팀 | 상대팀 | 상대투수 | 구장 | 기타        |
| ------------- | --------------- | ------ | ------ | -------- | ---- | ----------- |
| 통산 1500안타 | 2014년 5월 13일 | NC     | KIA    | 임준섭   | 마산 | 역대 23번째 |
| 통산 1600안타 | 2015년 4월 19일 | NC     | 한화   | 배영수   | 대전 | 역대 19번째 |
| 통산 1700안타 | 2015년 9월 15일 | NC     | kt     | 홍성무   | 마산 | 역대 17번째 |
| 통산 1800안타 | 2016년 8월 25일 | NC     | 한화   | 정대훈   | 대전 | 역대 12번째 |

| 기록                  | 날짜           | 소속팀 | 상대팀 | 상대투수 | 구장 | 기타        |
| --------------------- | -------------- | ------ | ------ | -------- | ---- | ----------- |
| 5년 연속 시즌 100안타 | 2016년 9월 7일 | NC     | 한화   | 윤규진   | 마산 | 역대 61번째 |

### 루타
| 기록          | 날짜            | 소속팀 | 상대팀 | 상대투수 | 구장 | 기타        |
| ------------- | --------------- | ------ | ------ | -------- | ---- | ----------- |
| 통산 2000루타 | 2011년 4월 15일 | SK     | 넥센   |          | 목동 | 역대 29번째 |
| 통산 2500루타 | 2013년 8월 13일 | NC     | 한화   | 이브랜드 | 청주 | 역대 19번째 |
| 통산 2600루타 | 2014년 5월 1일  | NC     | LG     | 신재웅   | 마산 | 역대 15번째 |
| 통산 2700루타 | 2014년 7월 23일 | NC     | 한화   | 타투스코 | 대전 | 역대 13번째 |
| 통산 2800루타 | 2015년 4월 22일 | NC     | 삼성   | 차우찬   | 마산 | 역대 10번째 |
| 통산 2900루타 | 2015년 6월 26일 | NC     | LG     | 루카스   | 잠실 | 역대 9번째  |
| 통산 3000루타 | 2016년 4월 17일 | NC     | 롯데   | 이성민   | 마산 | 역대 8번째  |

| 기록             | 날짜            | 소속팀 | 상대팀 | 상대투수 | 구장 | 기타        |
| ---------------- | --------------- | ------ | ------ | -------- | ---- | ----------- |
| 5년 연속 200루타 | 2016년 10월 5일 | NC     | 넥센   | 양훈     | 마산 | 역대 12번째 |

| 기록           | 날짜            | 소속팀 | 상대팀 | 상대투수 | 구장 | 기타        |
| -------------- | --------------- | ------ | ------ | -------- | ---- | ----------- |
| 통산 250 2루타 | 2013년 4월 25일 | NC     | KIA    | 서재응   | 마산 | 역대 26번째 |
| 통산 300 2루타 | 2015년 5월 5일  | NC     | KIA    | 험버     | 마산 | 역대 16번째 |
| 통산 6000타수  | 2015년 8월 13일 | NC     | 두산   | 스와잭   | 잠실 | 역대 17번째 |
| 통산 800사사구 | 2016년 5월 31일 | NC     | 두산   | 장원준   | 마산 | 역대 19번째 |